# CG(X) (крейсер)
CG(X) (Cruiser (with) Guided Missles) — проект нової генерації з 19 ракетних крейсерів Військово-морських сил США, що мають замінити сучасні основні ракетні крейсери класу Ticonderoga. Заміну крейсерів заплановано провести впродовж 2021–2029 років, як частину великого реформування флоту з встановленням його кількості на рівні 313 кораблів усіх класів. У позначення CG(X) згідно номенклатури US Navy індекс Х є позначенням нового класу кораблів, що перебувають на етапі концепції чи проектування. Проект CG(X) оснований на проекті DD(X), за яким розпочато будівництво есмінців класу Zumwalt. У 2009 було заплановано виділити 250 млн. доларів, а до 2013 було необхідно витратити 9 млрд. доларів будівництво перших двох кораблів серії. Вартість одного крейсера оцінюють у 2,5-4,2 млрд доларів. У ході програми економії коштів будівництво зупинили (2010).

## Історія
Більшість технічних параметрів нових крейсерів докладно невідомі. На кінець 2007 Командування ВМФ США і Департамент оборони проводили аналіз технічних параметрів, конструкції, озброєння, силової установки нових крейсерів (CG(X) Analysis of Alternatives (AOA)). З опублікованих документів, коментарів посадовців ВМФ відомо, що крейсери повинні стати частиною системи антибалістичної оборони (англ. (Ballistic Missile Defense - BMD)), виконуючи роль важливого об'єкту ППО флоту системи Іджіс (англ. Aegis combat system). На них можуть встановити ракети радар потужністю близько 30 МВт, що у шість разів перевищує потужність сучасних радарів AN/SPY-1 корабельних систем Aegis і Aegis BMD, для чого імовірно буде необхідним встановлення ядерного реактора.
За початковим проектом DD(X) конструкція кораблів мала б бути аналогічною конструкції корпусів есмінців класу Zumwalt. Однак протибалістична система Aegis BMD передбачає знищення ракет на ,будь-якій фазі польоту, тому з врахуванням відповідного комплексу озброєнь крейсери CG(X) повинні бути значно більшими за крейсери класу Ticonderoga.

## Конструкція
Форма і розмір корпусу майбутніх крейсерів CG(X) стали предметом дискусій ще на початку розробки проекту. У квітні 2002 помічник секретаря ВМФ США з питань досліджень, розробок і закупівлі Джон Янг заявив що корпус DD (X) (майбутній есмінець Zumwalt) потребує зміни конструкції для розвитку на його базі проекту CG(X), що може включати зміна його розмірів, форми необхідних для розміщення запланованого озброєння. Начальник військово-морських операцій (англ. U.S. Navy Chief Of Naval Operations), адмірал Верн Кларк у липні 2005 сказав, що корпус, силова установка проекту DD (X) на 80% перейдуть на розробку крейсеру CG (X), а розробка нового корпусу може коштувати близько 4 мільярдів доларів. Конструктор військових кораблів Кен Брауер у квітні 2007 висловив сумнів у морехідних якостях великого корабля з корпусом типу DD (X) в час шторму, що при певний умовах може привести до втрати поперечної стійкості, перевертання і затоплення. Були сумніви щодо можливості розміщення у корпусі проекту DD (X) ракет протибалістичної системи. У липні 2007 появились припущення щодо можливості розвитку двох типів крейсерів: крейсера супроводження на основі корпусу DD (X) водотоннажністю 14.000 т і крейсер антибалістичної і протиракетної оборони водотоннажністю 23.000 т більш традиційної конструкції. Вже у липні 2008 Роск Бартлетт з підкомітету до справ ВМФ заявив про малу ймовірність використання корпусу есмінців класу Zumwalt у програмі будівництва CG (X).

### Силова система
Силова система есмінця Zumwalt здатна генерувати 78 МВт, що може бути недостатнім для забезпечення енергією його модерної системи протиракетної оборони (англ. Theater Ballistic Missile Defense TBMD), де лише РЛС потребує 31 МВт. Тому декотрі спеціалісти робили висновок про проблеми при використанні корпусу есмінця, через його замалі розміри для встановлення відповідних потребам силових систем (липень 2008).
Іншим важливим питанням при вирішенні вигляду силової системи є ціна нафти, альтернативою чому може стати корабельний ядерний реактор. Дослідження 2005/2006 років показали, що при ціні нафти 70-225 доларів за барель реактор окупиться для корабля водотоннажністю 21/26 000 т з інтенсивним використанням радарів систем ППО, ПКО. Тому у законі про бюджет 2008 було закладено можливість фінансування будівництва великих кораблів з ядерним реактором, якщо це відповідає національним інтересам. Однак використання реактора здорожує проект на 600–800 млн. доларів, вимагає значних затрат при експлуатації, утилізації корабля, що несе значне навантаження на держбюджет. Потенційно для використання надаються менші реактори з АПЧ класу Seawolf — 2×S6G потужністю 34 МВт чи один реактор A4W на 550 МВт з авіаносців класу «Німіц». Перший варіант дає малий запас потужності, а у другому корпус есмінця є замалим для встановлення даного реактора.

### Радіолокаційна система, озброєння
РЛС крейсерів CG (X) імовірно буде подальшим розвитком дводіапазонної РЛС типу активної фазованої антенної решітки класу Зумвальт. Можливо, буде замінений радар протиракетної системи AN/SPQ-11. Радар антибалістичної системи, як зазначалось, планується з потужністю 31 МВт (у основних есмінців класу Arleigh Burke, крейсерів класу Ticonderoga ВМС США — 5 МВт). Потужні радари повинні виявляти небезпеку на значній відстані, даючи більше часу на її відбиття на більшій віддалі і покращуючи таким чином протиракетний, протикорабельний захист.
Наприкінці 1990-х років заявляли про необхідність встановлення на нових крейсерах 128–256 комірок вертикального запуску типу Mk 41. У корпус есмінця можливо встановити нові системи вертикального запуску лише замість носових гармат. Через завершення Китаєм випробувань протикорабельної балістичної ракети DF-21 з дальністю 5500 км стає актуальним питання запровадження потужнішої антибалістичної системи захисту, адже ракети SM-3 класу «земля-повітря» здатні вразити ціль на відстані близько 370 км. Однак ракети антибалістичного захисту великої дальності у 6 разів більші за SM-3s, що очевидно потребує розробки нового корпусу для крейсерів класу CG(X). Потенційно на них могли б встановити ракети RIM-174 Standard 6 ERAM (англ. Kinetic Energy Interceptor), Рейкотрон. Тому припускають, що зупинка проекту у першу чергу викликана потребою переосмислення концепції призначення крейсерів XXI ст. класу CG(X) і відповідно типу, кількості необхідного озброєння.